# Amastus volcancita
Amastus volcancita là một loài bướm đêm thuộc phân họ Arctiinae, họ Erebidae.